# Immeuble Les Érables de la Duchère
L'immeuble Les Érables de la Duchère, appelé parfois Barre 250,,, est un immeuble d'habitation situé 250-259bis, rue des Érables à Lyon en France et conçu dans les années 1960 par l'architecte Jean Dubuisson. Sa construction s'est étalée de 1964 à 1968.

## Présentation

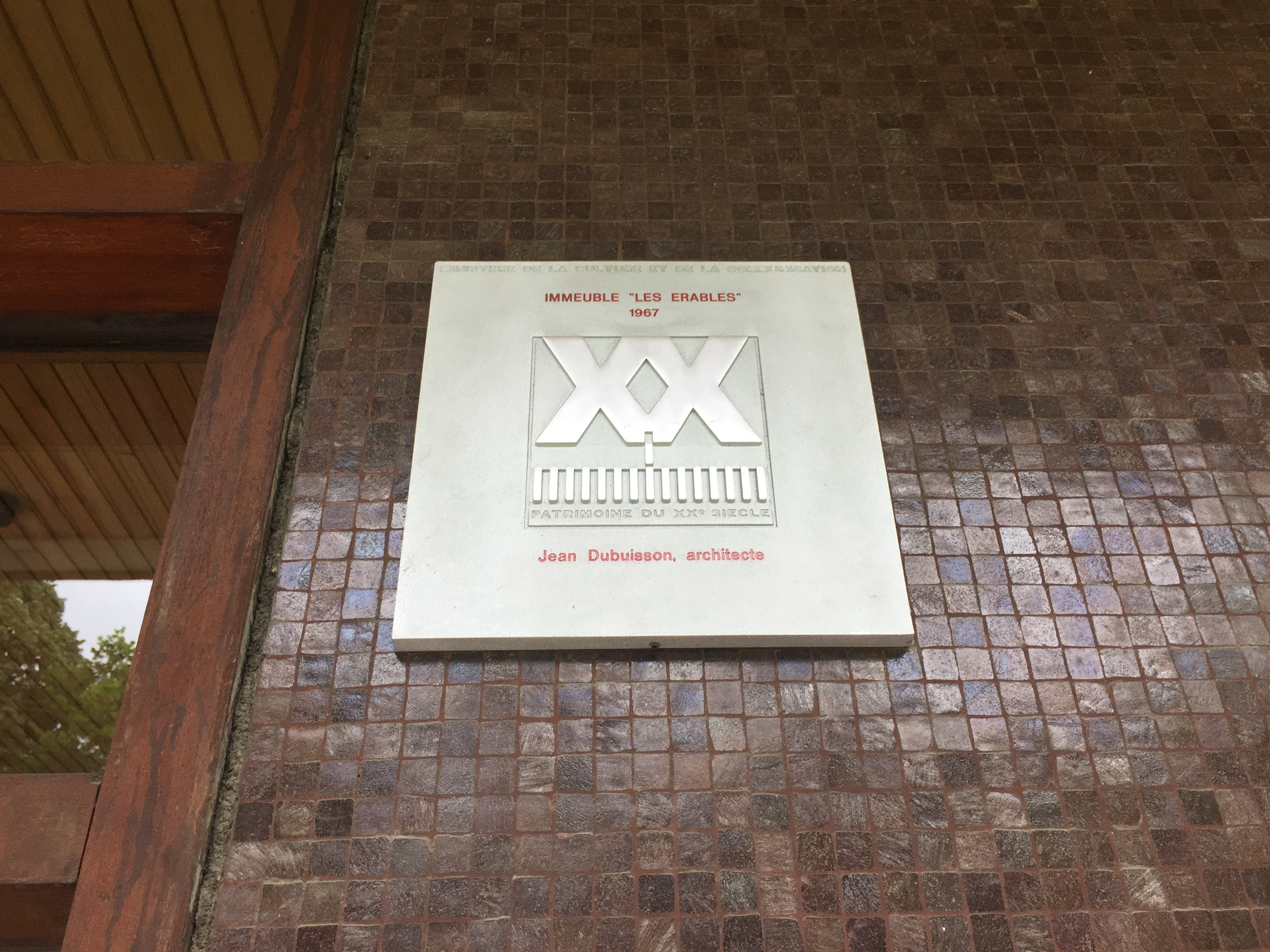
Une des plaques « Patrimoine du XXe siècle » apposées sur le bâtiment.

Le maître d'ouvrage était la COFIMEG (Compagnie Française d'Investissements Immobiliers et de Gestion).
Dans le jardin se trouve une Sculpture en acier, composée de cinq éléments, du sculpteur Philolaos,.
Depuis le 10 mars 2003, l'édifice est labellisé « Patrimoine du XXe siècle » parmi un ensemble d'édifices de La Duchère (château d'eau, l'église Notre-Dame-de-Balmont devenue en 1994-1995 le Ciné Duchère, l'église Notre-Dame-du-Monde-Entier, tour panoramique).